# Julio Inverso
Julio Inverso (Montevideo, 11 de abril de 1963 - Montevideo, 7 de octubre de 1999) fue un poeta, narrador y artista del grafiti uruguayo.

## Biografía
Fue un avanzado estudiante de Medicina en la Universidad de la República, pero a punto de recibirse abandonó la carrera para dedicarse a la literatura. Como artista del grafiti formó parte de la brigada «Tristán Tzara», un grupo graffitero de gran repercusión en Montevideo a mediados de los años 1980, sobre el final de la dictadura cívico-militar en Uruguay (1973-1985).
Tuvo variadas influencias literarias, desde Gerard de Nerval, Rimbaud y el Conde de Lautréamont a Cesare Pavese y Eugenio Montale. Fue amigo de Marosa di Giorgio y admirador de su poesía. Aunque ambos poetas tienen puntos de contacto, sus obras divergen a medida que Inverso va desarrollando la suya.
Sus dos primeros libros, Falsas criaturas (1992) y Agua salvaje (1995), fueron poemas en prosa a los que en su tercer libro, Milibares de la tormenta (1996), cambia por «el verso, el largo poema acumulativo o narrativo y la apretada síntesis conceptual y alucinada», en palabras de la crítica Carina Blixen. En  Más lecciones para caminar por Londres (1999), retorna al poema extenso y en prosa. Y en Cielo genital (2000, póstumo) nuevamente combina poemas sintéticos y largas estructuras concebidas como en su tercer libro.
Para Hugo García Robles, su poesía resiste toda clasificación, pero a pesar de estar «...tan alejada de alegatos y posturas ideológicas reconocibles, asume, sin embargo, una poderosa vecindad con un rechazo crítico de lo existente».
Sobre su concepción de la creación poética, Inverso escribió: 

El don de crearla (la poesía) depende de potencias superiores que atraviesan al poeta en el momento en que se reúnen dos condiciones: la predisposición y la fortuna.
Cielo Genital (2000)

En 1996, obtuvo el premio de la IMM en la categoría narrativa por Vidas suntuosas, escrito hacia 1993. En forma póstuma obtuvo en 2000 una mención en narrativa del MEC, por Diario de un agonizante (1995).
Se suicidó en Montevideo en 1999, pocos días después de la publicación de Más lecciones para caminar por Londres. Varias de sus obras han sido reeditadas o publicadas por primera vez en forma póstuma y una parte aún permanece inédita.

## Obras
- Falsas criaturas (1992)
- Vidas suntuosas (hacia 1993) inédito en vida
- Diario de un agonizante (1995) inédito en vida
- Agua salvaje (1995)
- Milibares de la tormenta (1996)
- Más lecciones para caminar por Londres (1999)

Ediciones póstumas
- Cielo genital (2000)
- Falsas criaturas. Diario de un agonizante, Vidas suntuosas (Vintén Editor, 2004)
- Traje de noche y otros salmos para vestir la luz (Vintén Editor, 2006)
- Papeles de Juan Morgan. Narrativa y otras prosas (Obras vol. 1, Estuario Editora, 2011), compilación y prólogo de Luis Bravo.
- Las islas invitadas. Poesía completa (Obras vol. 2, Estuario Editora, 2013), compilación y prólogo de Luis Bravo.
- Érika no sabe beber duro (Fardo, 2021)

Registros de su voz y poemas
- Sala de experimentación y trabajos originales (Maldonado, 2001)
- Contextos y vocales (Punta del Este, 2002)